# Microcrédit
Le microcrédit consiste en l'attribution de prêts de faible montant à des entrepreneurs ou à des artisans qui ne peuvent pas accéder aux prêts bancaires classiques. Le microcrédit se développe surtout dans les pays en développement, où il permet de concrétiser des microprojets, favorisant l'activité et la création de richesses, mais se pratique aussi bien dans les pays développés ou en transition. Il est une composante de l'inclusion financière.
Le microcrédit s'inscrit dans une sphère plus complète qui comprend d'autres outils financiers, tels que l'épargne, la micro-assurance et d'autres produits qui forment la microfinance. Le 13 octobre 2006, la mise en place et le développement à grande échelle de ce système ont été récompensés par le prix Nobel de la paix attribué conjointement au Bangladais Muhammad Yunus et à la banque qu'il a créée, la Grameen Bank.
Les Nations unies ont décrété 2005 l'Année internationale du microcrédit.

## Description

### L'origine du microcrédit

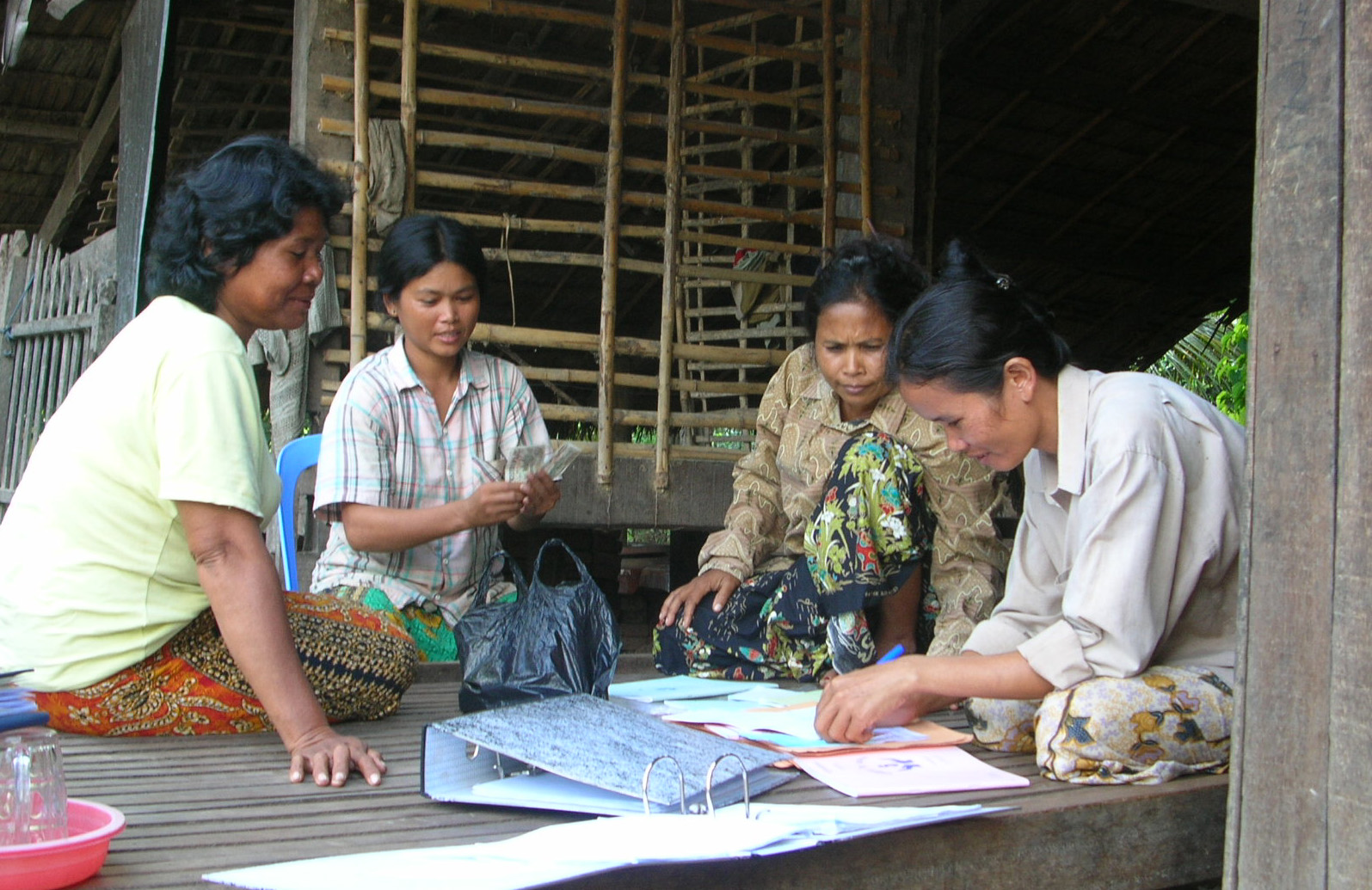
Banque d'épargne communautaire au Cambodge

On peut trouver des antécédents au microcrédit dans la pratique de prêt sur gage à taux faibles ou nuls des monts-de-piété, les tontines en pays émergents, dans les mutuelles de crédit agricole, les banques populaires, créées en Europe à la fin du XIXe siècle.
Dans l'Andalousie de la fin du XVe siècle, on a attesté une activité de micro-crédit chez des marchands comme Luis Alfonso Condesil, qui prêtait « ici et là des sommes infimes, octroyant des délais longs et des facilités de remboursement, participe d'une volonté forte de soutenir la croissance locale. »
L'écrivain anarchiste Piotr Kropotkine, dans son ouvrage L'Entraide, un facteur de l'évolution paru en 1902, fait référence à l'une de ces expériences de micro-crédit tentée en Europe, le Fond des Petites Marchandes de Fleurs et de Cresson, créé par Anthony Ashley-Cooper (7e comte de Shaftesbury) (cf. Chapitre VIII, note 22) : « [Dans ce fonds, l'] on faisait des prêts d’une livre (25 francs) et quelquefois de deux livres, pour permettre aux jeunes filles d’acheter un panier et des fleurs en hiver lorsqu’elles sont dans un cruel besoin. Les prêts étaient accordés à des jeunes filles qui n’avaient « pas un six-pence » (60 centimes), mais qui ne manquèrent jamais de trouver quelque autre pauvre prête à se porter caution pour elles. » « De toutes les œuvres auxquelles je me suis trouvé mêlé, écrit lord Shaftesbury, je considère celle des petites Marchandes de Cresson, comme la mieux réussie… Nous commençâmes en 1872 ; nous déboursâmes de 800  à   1 000 prêts, et nous n’avons pas perdu 50 livres pendant toute cette période… Ce qui a été perdu — et ce fut très peu de chose dans ces circonstances — l’a été pour cause de mort ou de maladie, non par fraude. » Toutefois, au cours du XIXe siècle, le mouvement ouvrier organisé est particulièrement porteur des pratiques de crédit mutuel. Ce sont notamment les militants socialistes imprégnés des idées de Pierre-Joseph Proudhon qui les mettent en œuvre. Un exemple parmi tant d'autres, dans le Jura suisse, dans la seconde moitié des années 1860 : « Les ouvriers loclois pensaient que les producteurs (les travailleurs) devaient être mis en possession des instruments de travail, et que l'échange des produits devait se faire sur la base du prix de revient. Bien que partisans de la théorie de la propriété collective, ils avaient Proudhon en haute estime. Ils fondèrent bientôt une société de crédit mutuel, dont chaque adhérent était tenu de verser une prestation infime pour avoir le droit d'emprunter sans intérêts. Il s'agissait de venir en aide aux internationaux momentanément dans la gêne […]. Des sociétés semblables existaient déjà à La Chaux-de-Fonds, à Saint-Imier, à Sainte-Croix et à Moutier. Les fonds de la société de crédit mutuel locloise étant trop peu abondants, « les ouvriers du père Meuron » se bornèrent à faire des achats en commun […]. »
Dans le dernier tiers du XXe siècle, le système est repris et développé par le professeur d'économie Muhammad Yunus. En 1976, le Pr Yunus crée la Grameen Bank, organisme qui propose des prêts aux plus pauvres du Bangladesh. À fin mars 2011, la Grameen Bank a accordé environ 10 milliards de dollars de crédits à plus de 8,3 millions de membres. Yunus a reçu le prix Nobel de la paix en 2006.
Lors d'une séance de travaux pratiques d'un cours d'investissement, Muhammad Yunus propose à ses étudiants d'interroger les fabricants de tabourets en bambou des plus proches villages. Les 42 femmes artisanes ont besoin de 27 dollars au total pour développer leur activité. Or toutes les banques refusent de financer ce trop faible montant à des clients a priori insolvables. Yunus déclare avoir eu honte de cette situation et prête la somme de sa propre poche. En permettant aux producteurs d'acheter d'avance le bambou sans subir les variations importantes de prix, ils réussissent à créer des emplois et à rembourser intégralement Yunus.
Depuis 1999, la méthodologie de crédit adoptée par les institutions de microfinance prend de manière croissante la forme d'un produit individuel flexible, ressemblant plus aux produits bancaires classiques. La forme choisie à l'origine était basée sur la méthodologie de crédit collectif, utilisant les mécanismes d'épargne locale et de caution solidaire et la supervision des pairs pour couvrir le risque de crédit. Se sont rapidement ajoutés des financements extérieurs reposant sur un système de titrisation des portefeuilles de crédit.

### Les institutions de microcrédit

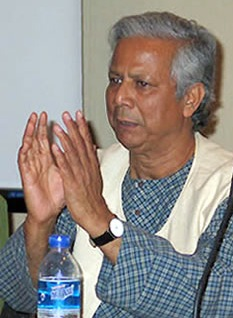
Muhammad Yunus, le fondateur de la Grameen Bank.

La Banque mondiale a recensé 10 000 institutions de microfinance dans 85 pays, au service de 130 millions de personnes pour un encours de 30 milliards d'euros. En novembre 2002, a eu lieu un sommet à New York sur ce sujet qui a rassemblé 2000 délégués de plus de 100 pays.
Créé en 1979, le Centre international du Crédit mutuel est une association qui organise et met sur pied des réseaux coopératifs de microfinance en Afrique et en Asie. Il est notamment présent au Sénégal, au Niger, au Congo, en Centrafrique, au Cameroun, au Cambodge et aux Philippines. En France, le principal opérateur est l'Association pour le droit à l'initiative économique. Elle délivre 10 000 à 13 000 microcrédits par an à des chômeurs ou Rmistes créateurs de leur propre emploi, ou à des travailleurs pauvres. L'association compte plus de 130 agences sur toute la France.
La France voit également se développer le microcrédit personnel avec toutefois un impact limité. Ce dernier a pour objectif de favoriser l’insertion sociale, professionnelle ou un mieux-être physique ou moral du demandeur. Il permet de financer des projets ou des besoins tels que des formations professionnelles, l’achat d’un véhicule, de l’équipement pour le logement, des frais de santé… Les principaux opérateurs pour le microcrédit personnel sont référencés sur le site www.france-microcredit.org. En région Ile-de-France, le microcrédit personnel se développe essentiellement grâce à un dispositif mis en place par le Crédit municipal de Paris. Un réseau d’établissements financiers, de services sociaux, d’associations et de Conseils généraux s’est constitué autour du Crédit municipal de Paris pour l’accompagnement des demandeurs et l’instruction de leurs dossiers.
En France toujours, il existe des associations qui aident les porteurs de projets a obtenir des microcrédits, les principales associations sont les suivantes : la CAF, le Crédit Municipal, Crésus, les Restos du Coeur, La Croix Rouge, Emmaüs, Adie. Le rôle de ces associations n'est pas de délivrer des fonds mais d'aider les demandeurs à constituer convenablement leur dossier et leur assurer un suivi tout au long de cette demande.
Les fonds doivent être destinés à un projet visant à améliorer sa situation, ils ne peuvent pas servir pour un projet d'achat d'un bien ou d'un service quelconque.
En Belgique, deux institutions dominent cette sphère sur le plan national, le Fonds de participation et la coopérative Crédal. En Suisse, une des institutions les plus connues est la fondation Microcrédit Solidaire Suisse (anciennement ASECE). Nous pouvons citer également l'Aga Khan Agency for Microfinance, gérée selon le droit suisse, établie à Genève.
Sur les scènes européennes, le microcrédit reste marginal et dépend largement de subsides publics. Sur le plan international, des volumes beaucoup plus importants sont déployés auprès des institutions de microfinance actives dans les pays en développement et émergents. Les leaders du refinancement des institutions de microfinance sont les sociétés suisses (ResponsAbility, Symbiotics et BlueOrchard). Les sociétés néerlandaises (Triodos, Triple Jump, Oikocrédit) et belges (Incofin, Alterfin) sont parmi les autres acteurs clefs dans le domaine des investissements privés aux institutions de microcrédit avec de résultats généralement positifs.
Le 24 janvier 2005, un rapport de la Banque mondiale en a dressé un bilan positif. Le nombre de bénéficiaires y est estimé à 500 millions (sur les 3 milliards de personnes pauvres). L'Asie et le Pacifique totalisent 83 % des comptes ouverts dans les pays en développement, ce qui représente 17 comptes pour 100 habitants. Au Cambodge, 400 000 personnes sont concernées, et 18 000 nouveaux comptes sont ouverts chaque année au Kenya. C'est toutefois en Amérique latine et en particulier en Bolivie que le système connaît son plus grand essor, faisant apparaître ce pays comme l'un des plus avancés et des plus compétitifs de la microfinance[réf. nécessaire]. D'après Kofi Annan, le microcrédit s’est révélé « une arme efficace contre la misère et la faim ». L'organisation a déclaré 2005 Année internationale du microcrédit, dans le cadre des Objectifs du millénaire pour le développement. Le 13 octobre 2006, le prix Nobel de la paix a été conjointement attribué à Muhammad Yunus et à la Grameen Bank. « Une paix durable ne peut pas être obtenue sans qu'une partie importante de la population trouve les moyens de sortir de la pauvreté », a déclaré Ole Danbolt Mjoes, le président du comité Nobel. En France, la présidente de l’Adie et du Réseau européen de microfinance Maria Nowak salue l’attribution du prix Nobel de la Paix à Muhammad Yunus et se réjouit ainsi de la reconnaissance portée au microcrédit.

### Développements
Selon l'ONG The Microcredit Summit Campaign, le microcrédit représentait 11 milliards de dollars, et comptait 190 millions de clients fin 2009. Parmi lesquels 140 millions de femmes (74 %), ou encore 128 millions de clients les plus pauvres, parmi lesquels 105 millions de femmes les plus pauvres (82 %),,. En France, 12 000 microcrédits ont été accordés durant l'année 2010, pour des prêts de 6 000 euros maximum, avec un taux d'intérêt d'environ 9,7 %, et un taux de remboursement de 94 %. Les entreprises créées grâce au microcrédit enregistreraient un taux de réussite équivalent à la moyenne nationale, 68 % étant toujours en activité deux ans plus tard. En 2012, le microcrédit distribué par plus de 3000 institutions de microfinance (IMF) dans le monde représentait 90 milliards de dollars d'encours de crédit (25 à 30 milliards pour l’épargne) et comptait 200 millions de clients. D’après la dernière Campagne du Sommet du microcrédit (CSM), fin 2013, date des dernières données disponibles, le nombre d’emprunteurs a atteint le record de 211 millions pour un cumul de 3 080 instituts de microfinance (IMF) dans le monde.
La crise liée à la pandémie de Covid-19 a augmenté les risques de surendettement pour les 140 millions de microemprunteurs dans le monde, dont 80% sont des femmes. Leur encours est estimé à 124 milliards de dollars
Selon Jean-François Jaudon, auteur d'un livre sur le microcrédit, celui-ci peut être très efficace pour les pays qui font face à une catastrophe naturelle, permettant à ceux-ci de se pourvoir d'un tissu microéconomique résilient faisant face aux situations d'urgence ( séisme, cyclone). Il le nomme le microcrédit d'urgence.

## Les progrès permis par le microcrédit

### Une finalité orientée vers le développement local
L'activité de microcrédit encourage les microprojets au niveau local. Cela permet d'induire des mutations « à la base ». Celles-ci sont souvent plus efficaces et ont un plus grand effet d'entraînement - en créant un maillage économique dans le pays - que certaines infrastructures ou certains gros projets industriels qui bénéficient rarement aux plus pauvres. Cet effet de levier permet d'agir efficacement auprès de ceux qui prennent des initiatives en s'engageant personnellement, c'est-à-dire les entrepreneurs ou les artisans.
Mais au-delà du simple aspect financier, les programmes de microcrédit ont aussi un impact sur le développement local. En effet, ils touchent des secteurs aussi divers que l'agriculture (groupements villageois, coopératives paysannes, organisations professionnelles agricoles), l'artisanat (groupements d'artisans, associations artisanales féminines), le financement de l'économie sociale (mutuelles d'épargne et de crédit, banques villageoises), la protection sociale (mutuelles de santé, caisses de santé primaire) ou l'éducation. Ainsi, ils contribuent à l'amélioration de l'accès aux services sociaux de base, aux soins de santé, aux services de planification familiale et à l'eau potable.

### Des bénéficiaires souvent féminins
Au Bangladesh, 97 % des bénéficiaires directes des prêts de la Grameen Bank seraient des femmes, contre 74 % au niveau mondial. Touchant des secteurs faiblement capitalisés employant souvent une main d'œuvre féminine, le microcrédit a pu être présenté comme un levier de revalorisation de la condition de la femme dans les pays en voie de développement, d'amélioration directe de leur sort (et de celui de leur famille) et comme un facteur d'évolution profonde des sociétés par le rééquilibrage qu'il induit entre les sexes.
Selon l'anthropologue Aminur Rahman, citée par Gilbert, des femmes interrogées en 1999 au Bangladesh attribuaient cette préférence de genre à des différences comportementales, les femmes étant supposées rembourser mieux que les hommes pour des questions d'honneur, alors que la raison avancée par les IMF du pays visait à favoriser leur émancipation. Il relève toutefois le double discours de la Grameen Bank, qui a contrario employait majoritairement des hommes, en raison d'une croyance des salariés mâles qu'elles seraient moins compétentes. Gilbert indique que des études postérieures, notamment celle de Fernana Naz, font état d'une avancée vers l'émancipation, même si Naz toutefois est consciente que « si ces emprunteuses sont en route vers l'empowerment, il reste du chemin à faire ».
Une autre caractéristique de ce mouvement est qu'il s'appuie sur des réseaux d'assurance et de solidarité traditionnelle relativement efficaces qui favorisent le remboursement régulier des prêts. La mise en place de ces programmes offre également l'opportunité de conduire des actions de formation, notamment en matière de développement communautaire et de gestion d'entreprise.

### Un outil également pertinent dans les pays développés
Le microcrédit fait partie des moyens de lutter contre l’exclusion bancaire et sociale dans les pays développés.
En France, le microcrédit est présent sous deux formes :
- le microcrédit personnel
- le microcrédit professionnel est un prêt d’un montant généralement inférieur à 25 000 € destiné à des personnes désirant créer ou reprendre une entreprise mais dont les ressources sont insuffisantes pour pouvoir prétendre à un prêt classique.

Pour bénéficier d’un microcrédit, l’emprunteur doit être accompagné par un réseau d’accompagnement spécialisé et compétent comme : France Active, ADIE, France Initiative, le Crédit municipal de Paris, BGE Boutiques de Gestion, l'association CRESUS ou encore la Fondation de la 2e chance. Ces réseaux vont l’aider à monter son projet, à instruire sa demande de financement et à développer son activité. Ce type service financier est proposé par des neo-banque, comme le finlandais Ferratum, l'un des pionniers sur ce segment.

## Les problématiques du microcrédit

### Des taux d'intérêt élevés
Les taux d'emprunt d'actions de microcrédit, dont la moyenne mondiale est évaluée à 37 %, sont en moyenne plus élevés que les taux d'emprunt traditionnels, alors que les taux de remboursement s'élèvent à 95 %, les institutions de micro-finance les justifiant par des frais de fonctionnement élevés au vu de la vulnérabilité de la clientèle. Selon Muhammad Yunus, les taux d’intérêt devraient être de 10 % à 15 % supérieurs au coût de la levée de fonds, au-delà desquels on se situerait « dans la “zone rouge” de l’usure ».
Cependant, les actifs qui font appel au microcrédit n'ont pas d'autre accès au crédit. Avec des taux compris en général entre 10 et 30 % par an, les organismes de microcrédit offrent un accès à des crédits maîtrisables aux entrepreneurs actifs des pays en voie de développement. Les taux élevés sont attribuables selon les cas aux coûts de la main-d'œuvre importante (nécessaire pour la sélection et le suivi de clients vivant dans des zones parfois éloignées) et au coût de refinancement des institutions, renforcés par des taux d'inflation importants. Enfin, les besoins en matériel informatique et autres biens (matériel de bureau, véhicules), souvent importés, gonflent les coûts de fonctionnement. Les prêts consentis sont assortis d'un accompagnement psychologique, social et technique dont les frais sont comptabilisés dans la rubrique du fonctionnement. Par ailleurs, les taux d'intérêt des microcrédits ont baissé chaque année entre 2006 et 2011, grâce aux progrès de productivité des institutions de micro-finance.

### Effets du microcrédit sur le développement
Certains acteurs du microcrédit dénoncent une activité qui consisterait pour des ONG à utiliser le microcrédit comme source de financement.
Les actions de microcrédit ont été par ailleurs accusées de détourner les dons devant des programmes humanitaires. Elles sont pourtant financées par l'épargne solidaire et ne « concurrencent » donc pas directement les autres types d'actions de développement durable, même s'il est souvent souhaitable de lier le microcrédit à d'autres mécanismes d'aides au développement, les deux outils étant davantage complémentaires que substituables. Certains travaux considèrent que le microcrédit permet, au mieux, d'améliorer une activité économique existante, mais que les créations de microentreprises ex nihilo sont très rares. Le manque de crédit serait finalement une contrainte souvent secondaire dans la création d'entreprise, même de très petite taille et même dans des environnements où dominent les activités informelles : l'accès aux matières premières, des compétences de gestion et de sociabilité, et surtout l'existence d'une demande seraient des contraintes beaucoup plus fortes.
Concernant les effets sur les femmes, de nombreux travaux ont montré que les effets étaient beaucoup plus limités que ce qui est généralement avancé. Certaines approches très critiques considèrent que la microfinance ne fait que renforcer l'exploitation et la domination masculine. D'autres approches sont plus nuancées : elles mettent en évidence la diversité des effets en fonction des contextes, la manière dont les femmes se réapproprient le microcrédit, les effets inattendus qui en résultent. Même si finalement les conditions structurelles d'oppression des femmes ne sont pas modifiées, le microcrédit peut leur donner de petites marges de manœuvre, à condition toutefois de ne pas les pousser dans le surendettement.

### Difficulté de mesure des effets réels du microcrédit
L'impact du microcrédit sur la situation des plus pauvres est difficile à effectuer. Si les exemples de réussites individuelles dues à la microfinance sont très nombreux, il est difficile de généraliser l'efficacité de la microfinance pour plusieurs raisons : comment savoir si le bénéficiaire n'aurait pas pu avoir accès au marché du crédit localement sans l'aide d'une IMF ? (biais de sélection) Si tel est le cas, le succès n'est pas dû à la microfinance. Comment savoir si l'argent est investi dans des projets à valeur ajoutée ? Comment savoir s'il n'aurait pas eu lieu de toute façon via une épargne informelle ? (fongibilité de l'aide). Comparer les situations respectives de personnes aux conditions socio-économiques similaires ayant et n'ayant pas contracté de microcrédits permet de révéler certaines indications, mais comporte un biais qui correspond à cette différence de comportement face au crédit. Une étude portant sur 1 800 familles du Bangladesh rural a ainsi établi un taux de scolarisation presque deux fois supérieur chez les emprunteurs de la Grameen Bank. Cette différence considérable doit cependant être nuancée par le fait que les décisions de scolariser ses enfants et de recourir au microcrédit peuvent être corrélées à une même attitude face à l'avenir.
Enfin, certains pensent que le microcrédit est plutôt un moyen d'épargne et d'assurance et pas une source d'investissement. Les ménages se constitueraient une cagnotte, un matelas de protection financière, lisseraient ainsi leurs revenus, et n'investiraient pas dans une activité génératrice de revenus, diminuant ainsi le potentiel de création d'emplois et les effets collatéraux (side effects) attendus. Le microcrédit a cependant des effets perceptibles. Une étude du Poverty Action Lab du MIT portant sur les emprunteurs des bidonvilles en Inde a ainsi montré que si la consommation n'avait pas augmenté, il se créait au moins un tiers d’affaires en plus, signifiant peut-être une réduction de la consommation dans un objectif de développement économique, ne faisant pas apparaître d'effet de réduction de la pauvreté à court-terme mais pouvant être générateur de richesses à plus long terme.

## Les dérives liées au microcrédit
Le microcrédit ayant suscité un engouement général, il a de plus attiré de nouveaux acteurs financiers, souvent d'anciens usuriers moins scrupuleux (pratiques commerciales tournées vers le microcrédit à la consommation, taux d'intérêt encore plus élevés). Dans certaines situations, le microcrédit surendette les clients. À la suite de plusieurs crises de surendettement, l'image du secteur a sérieusement été écornée,. Le secteur tente de réguler ce phénomène avec les banques centrales et par l'autorégulation (adoption en 2012 de « Standards Universels de Gestion de Performance Sociale en Microfinance », appel mondial en 2012 pour une microfinance responsable, signé en 2013 par 600 organisations et 2 500 individus qui rappellent les valeurs éthiques et l’orientation sociale qui doivent inspirer toutes les institutions de microfinance).

### L'usure
L'aura de sainteté du microcrédit sert de couverture et de label à des prêteurs pratiquant des taux abusifs ne recherchant plus le développement économique mais la rentabilité financière. Ces abus se retrouvent à trois niveaux : celui de l'emprunteur qui accumule des emprunts aux taux croissants pour rembourser les précédents, celui d'une institution de microfinance (IMF) qui dupe ses clients, et au niveau d'un pays où peut s'observer une compétition à la hausse des taux d'intérêt pour l'attraction des capitaux.
Au niveau des emprunteurs, des usuriers infiltrés dans les réseaux de microcrédit prêtent de l'argent aux emprunteurs n'étant pas en mesure de rembourser à échéance. Ces « pirates de microcrédit » pratiquent des taux d'usure avec des délais de remboursement allant de quelques jours à quelques semaines. Il ne s'agit pas réellement d'un échec du microcrédit, mais d'une manipulation masquée in fine par des taux de remboursement élevés cachant un endettement insoutenable, jusqu'à l'effondrement du ou des contractants. À grande échelle, ces manipulations peuvent être génératrices de confiance et de défiance et donc d'instabilité sur les marchés financiers.
Au niveau des institutions de microfinance, l'image progressiste du microcrédit est utilisée comme un label de confiance permettant de duper les créanciers comme les emprunteurs à large échelle,. Le (LAPO), principale institution de microfinance au Nigeria, a ainsi bénéficié du soutien d'investisseurs internationaux comme la Deutsche Bank et la Calvert Foundation, et d'une très bonne notation par Microrate sur Microplace, une filiale d’eBay, alors qu'elle pratiquait des taux de 126 %.
Au niveau d'un État, la pratique par de grandes institutions de microfinance de taux d'intérêt élevés ne recherchant pas le développement économique mais le profit peut tirer la concurrence vers des taux plus élevés, dans un cercle vicieux visant l'attraction des capitaux, alors que la demande de microcrédits est élevée. Une telle situation est caractéristiques de pays en développement fortement peuplés, où les demandes de petits crédits sont très nombreuses comparées aux capitaux disponibles. Au Mexique, où les principales institutions de microcrédit telles « te creemos », qui pratique des taux de 125 %, ou Compartamos, le leader des Amériques, des taux de 82 %, la moyenne nationale se situe ainsi à 70 % contre 37 % sur le plan international. De même, les taux de microcrédit sont de 74 % en moyenne au Nigeria, où le leader, (LAPO), pratique l'épargne forcée, consistant à conserver une partie du prêt sur laquelle l'emprunteur paie des intérêts, sous prétexte d'éduquer les populations pauvres à l'épargne, réalisant ainsi un taux masqué de 126 %. « Le microcrédit devrait être perçu comme la possibilité d’aider les gens à sortir de la pauvreté par le jeu du marché, et non comme un moyen de gagner de l’argent sur le dos des pauvres. » a déclaré Muhammad Yunus à ce propos.

### L'accumulation de crédits à la consommation
Le scénario d'un développement trop important du microcrédit, dont les taux d'intérêt élevés varient entre 20 % et 40 %, est critiqué comme pouvant être générateur de bulles. Très rémunérateur et réputé peu risqué, le microcrédit est a priori compétitif sur les marchés financiers, et devrait intéresser un nombre croissant de banques,, alors que les contrôles imposés par la loi sont faibles. Le recours répété au microcrédit utilisé comme crédit à la consommation par des ménages non solvables favoriserait alors la formation de bulles similaires à celle ayant engendré une crise de l'immobilier en 2006 aux États-Unis,. Le succès remarquable du microcrédit se mesurant aux taux exceptionnels de remboursement par des ménages réputés non solvables, ce scénario est peu légitime, mais doit être considéré parmi les risques possibles de dérives que fait risquer tout engouement sur les marchés financiers. Entre 2008 et 2010, plusieurs régions du monde ont connu des crises, enregistrant des taux d'impayés massifs et enregistrant une forte diminution de leurs activités. C'est le cas notamment du Maroc, du Pakistan, du Nicaragua et de l'Andhra Pradesh en Inde.
D'après l'enquête d'Envoyé Spécial , la pauvreté des pays confère un puissant pouvoir attractif aux crédits. L'argent est prêté facilement pour être utilisé à la consommation. D'après l'enquête, seuls 22 % des emprunteurs parviennent à développer une activité et rembourser leur dette. Les 78 % restants accumulent les dettes, revendent leurs biens, leur terrain, leurs bijoux. Certains iront jusqu'au suicide. L'enquête  dénonce la facilité avec laquelle des sommes importantes (250€ dans un pays où le salaire par jour par habitant est de 1€) sont mises dans la main de millions de personnes incapables de les refuser. D'après cette enquête, les banques fermeraient les yeux en niant l'existence de l'abus de ces pratiques et de leur usage détourné compte tenu de l'important marché que cela représente. D'autres travaux confirment le fait qu'un très grand nombre de microcrédits, en moyenne plus de la moitié, beaucoup plus dans certains contextes, sont utilisés en priorité pour de la consommation.

## Alternatives
Une étude publiée en 2015 et relayée par les revues Science et Nature a été l'un des premiers essais contrôlés randomisés d'un programme d'aide à grande échelle (11 000 des ménages pauvres concernés). Elle a porté sur les effets aides modestes mais encourageantes à des personnes vivant avec moins de 1,25 $ par jour. Elle a conclu qu'une solution plus intéressante pour sortir de la pauvreté est non pas le prêt d'argent, mais le don sans demande de remboursement d'une petite somme d'argent (en cash) et/ou le don de vaches, chèvres, ou autres animal de rente et de service (ex ruche), avec en accompagnement en début du programme de la nourriture, des soins de santé, et d'une formation aux compétences financières de base, dont pour démarrer un processus d'épargne. Cette méthode comparée au microcrédit a abouti à des familles en meilleure santé et qui s'en sortent mieux. L'étude qui a porté sur près de 11 000 des ménages les plus pauvres de 6 régions pauvres de pays différents (Éthiopie, Ghana, Inde, Pakistan, Pérou et Honduras) a trouvé cet effet positif partout, maintenu après 2 ou 3 ans (durée de l'enquête), sauf dans un cas, au Honduras où une ONG a offert des poules à 800 foyers pauvres, mais ces volailles sont presque toutes rapidement mortes de maladie.
Dans les autres cas, le retour par dollar investi est selon les auteurs nettement plus élevé qu'avec le microcrédit (bien que variant significativement selon les pays).
De telles études avaient jusqu'ici été évitées pour des raisons éthiques (car elles comparent une population aidée à une autre (témoin) en quelque sorte volontairement non-aidée. Un commentateur juge qu'il faudrait analyser ce retour d'expérience sur une période de plus de 3 ans. Il est unanimement reconnu que les animaux de rente peuvent aider à la vie des populations locales, mais il convient de vérifier à long terme que des volailles ou herbivores ne contribuent pas à une surexploitation des ressources naturelles en zone aride notamment ; risque que certains dispositifs de formation/sensibiliation peuvent contribuer à éviter.